# Prosper Merklen
Pour les articles homonymes, voir Merklen.
Prosper Jean Merklen, né le 25 avril 1874 à Guebwiller (Haut-Rhin) et mort à 21 avril 1939 à Strasbourg, est un médecin français, professeur et doyen de la Faculté de médecine de Strasbourg, spécialisé dans les pathologies de l'enfant et du nourrisson. Il publie également des travaux concernant les maladies des reins, du sang et de la nutrition.

## Aperçu biographique
Il est médecin des Hôpitaux de Paris en 1912, occupant un poste à l'Hôpital Tenon. Il est nommé professeur de clinique médicale à la Faculté de médecine de Strasbourg, succédant à Louis Bard en 1923 à la tête de la clinique médicale A. Il prendra la suite de Georges Weiss pour le décennat entre 1930 et 1933.
Il est membre correspondant non-résidant de l'Académie nationale de médecine (15 mai 1928).

## Œuvres et publications
- La Tuberculose et son traitement hygiénique : notions pratiques, Paris , F. Alcan, [1898], 1 vol. (190 p.) In-16.
- Recherches sur les fonctions du foie et du rein dans les gastroentérites et quelques autres maladies infectieuses, [Thèse de médecine, Paris, 1901], Paris , G. Steinheil, 1901.
- Exposé des titres et travaux scientifiques du Dr Prosper Merklen, [Concours d'agrégation de médecine, janvier 1907], Paris, Vigot frères, 1907, Texte intégral.
- Liste des travaux et publications scientifiques du Docteur Prosper Merklen, S.l., s.n., 1929, Texte intégral.

En collaboration
- avec Robert Waitz, Atlas d'hématologie, Paris, Librairie Maloine, 1938, 1 vol. (VIII-207 p.) : ill. en coul. ; 26 cm.
- avec Léon Tixier: Sur un cas de maladie de Barlow : les modifications sanguines au cours du scorbut infantile,	Paris , Imp. Levé, 1908, 1 vol. (14 p.) ; 22 cm.

Traduction
- Emil Kraepelin, Introduction à la psychiatrie clinique, [traduite sur la 2e édition allemande par MM. Albert Devaux et Prosper Merklen, préface d'Ernest Dupré], Paris, Vigot frères, 1907, 1 vol. (XIV-439 p.), lire en ligne sur Gallica.